# Förenta nationernas klimatkonferens 2018
Förenta nationernas klimatkonferens 2018 var FN:s stora klimatkonferens som hölls i den polska staden Katowice 2–15 december 2018. Mötet hålls årligen mellan parterna i Förenta nationernas ramkonvention om klimatförändringar (UNFCCC, eller klimatkonventionen) och detta var det 24:e i ordningen, därav förkortningen COP24. Konferensen samlade representanter från de 200 länder som anslutit sig till Parisavtalet 2015 för att enas om hur detta ska genomföras. Två stora stötestenar handlade om finansiering av klimatarbetet och hur rapporteringen från världens länder skulle gå till.

## Bakgrund
I Parisavtalet åtog sig varje land att bidra till att den globala uppvärmningen skulle hållas under 2 °C till år 2100 (jämfört med innan industrialiseringen inleddes) och enades om en intention om att göra ytterligare ansträngningar för att begränsa den till 1,5 °C. Världens länder har emellertid ännu inte minskat de årliga globala koldioxidutsläppen och mätningar visar att 2018 kan bli det fjärde varmaste året i WMOs mätserier, endast överträffat av 2015, 2016 och 2017. Den 8 oktober 2018 presenterade FN:s klimatpanel IPCC sin specialrapport om 1,5 graders global uppvärmning. Rapporten varnade att skillnaden mellan 1,5 jämfört med 2 graders uppvärmning ger långtgående konsekvenser bland annat i form av mer extremväder, stigande havsnivåer och minskande havsis i Arktis. Om nuvarande föresatser att minska koldioxidutsläppen hålls men ambitionen i klimatarbetet inte höjs förväntas uppvärmningen bli 3 grader till år 2100, med katastrofala följder.
Vidare har flera mätinstitut konstaterat att den atmosfäriska koldioxidhalten uppgår till 409 miljondelar (ppm) på global nivå, en nivå som inte setts på åtminstone 400 000 år.

## Förlopp
Under konferensen talade 15-åriga miljökämpen Greta Thunberg från Sverige.

## Resultat
Efter ett dygns förlängning av konferensen till den 15 december antogs en regelbok för hur Parisöverenskommelsen ska implementeras. Regelboken träder i kraft 2020 och behandlar hur länders utsläpp ska mätas och redovisas på ett transparent sätt så att länders klimatarbete kan jämföras.
Industriländer åtog sig att kompensera utvecklingsländer ekonomiskt för skador som orsakas av klimatförändringar och att vart fjärde år med start 2020 redovisa vilket stöd man planerar att ge till utvecklingsländer till deras omställningsarbete. Turkiet ifrågasatte dock sin status som industriland, en fråga som bordlades till framtida möten. Lån till utvecklingsländer räknas också som klimatkompensation.
Frågan om mekanismer för utsläppshandel så att länder ska kunna tillgodoräkna sig utsläppsminskningar i andra länder fick ingen lösning, utan skjuts till kommande klimatkonferenser på grund av invändningar från Brasilien.
IPCCs rapport om konsekvenser av global uppvärmning med 1,5 grad var en stötesten för oljeländerna USA, Ryssland, Saudiarabien och Kuwait under konferensen. En föreslagen paragraf som talar om hur stora utsläppsminskningar som krävs fram till 2030, för att klara 1,5-gradersmålet, fick strykas för att uppnå enighet. Klimatkonferensen enades dock om att man ska vägledas av den bästa vetenskapen och om att erkänna att IPCC:s rapport är den bästa vetenskapen just nu.